# Cogealac (gmina)
Cogealac – gmina w Rumunii, w okręgu Konstanca. Obejmuje miejscowości Cogealac, Gura Dobrogei, Râmnicu de Jos, Râmnicu de Sus i Tariverde. W 2011 roku liczyła 5039 mieszkańców.